# 石下里線
石下里線（ソカリせん）は、朝鮮民主主義人民共和国平安北道新義州市にある石下駅から石下里駅までを結ぶ鉄道路線である。

## 路線データ
- 路線距離：石下 - 石下里間?km
- 駅数：2（両端駅を含む）
- 軌間：1435mm
- 電化区間：なし
- 複線区間：なし

## 駅一覧
- 駅所在地は全線平安北道新義州市内。

| 駅名     | 駅名     | 駅名     | 駅間キロ (km) | 累計キロ (km) | 接続路線             |
| 日本語   | 朝鮮語   | 英語     | 駅間キロ (km) | 累計キロ (km) | 接続路線             |
| -------- | -------- | -------- | ------------- | ------------- | -------------------- |
| 石下駅   | 석하역   | Sŏkha    | 0.0           | 0.0           | 北朝鮮鉄道省：白馬線 |
| 石下里駅 | 석하리역 | Sŏkha-ri |               |               |                      |

## 参考資料
- 国分隼人（2007年）. 『将軍様の鉄道 北朝鮮鉄道事情』, 新潮社. ISBN 9784103037316